# Fiole à vide

Schéma d'une fiole à vide

La fiole à vide, ou fiole de Büchner, est une verrerie utilisée en chimie lors d'une filtration sur Büchner.
La fiole à vide est reliée, par des tuyaux à vide, au flacon de garde puis par exemple à une trompe à eau. On pose dans l'encolure de cette fiole un entonnoir de Büchner et, pour maintenir l'étanchéité, un joint conique épais en élastomère.
Après la filtration, le filtrat est recueilli dans la fiole, tandis que le résidu solide reste dans l'entonnoir de Büchner.